# はっぴぃ☆マーガレット!
『はっぴぃ☆マーガレット!』は、2007年10月26日にCROSSNET（開発はFAVORITE）より発売された18歳未満購入禁止のパソコン用ゲームソフト（アダルトゲーム）である。

## あらすじ
新学期の朝、幼なじみ・いなほと共に学校への道を急いでいた月城千秋は、突如現れた謎の美人メイド・さくらに揃って拉致され、俗世を離れた超お嬢様学校「英駿院秀峰学園」へと連れてこられる。そこで、いなほが実は学園の創設者で日本有数の名家である「天ヶ原」の末裔である事が判明する。さくらの世話の下、いなほと千秋は英駿院に通う事となり、更にいなほは学園の理事を任される。二人はこれまで全く縁の無かったお嬢様生活に戸惑いながらも、クラスメイトや生徒会長コンビの助けもあって次第に順応していく。

## 登場人物
月城 千秋（つきしろ ちあき）
主人公。両親は亡く、田舎町で剣道場を営む偏屈物の祖父に育てられた。多少武術の心得有り。
天ヶ原 稲穂（あまがはら いなほ）
声：神村ひな
10月25日生まれ。千秋の幼なじみで、彼と同様に両親は亡く千秋と共に育てられた。英駿院に来る以前は「田中」姓を名乗っていた。ドジッ娘。料理が大好きだが英駿院に家庭科が無いことを知り、「家庭科部」を立ち上げる。
凛東 彩月（りんどう さき）
声：矢沢泉
7月7日生まれ。千秋達のクラスメイトで、大手ゼネコンの会長の息女。素直になれないところがある。生徒会役員で次期会長と目されている。
西宮 静琉（にしのみや しずる）
声：佐本二厘
7月6日生まれ。千秋達のクラスメイトで学級委員。大手自動車メーカーの会長息女。彩月の友人だが正反対の気弱な性格。実は大の漫画好き。
南初瀬 花梨 オルタンシア（みなはせ かりん おるたんしあ）
声：榊原ゆい
9月30日生まれ。千秋達のクラスメイト。小柄で金髪の西洋人形の様な容姿をしている。大手コンピュータメーカーの重役と研究者を両親に持ち、本人も凄腕のハッカーでやや非常識な言動が目立つ。駄菓子が大好物である。
北乃路 希（きたのじ のぞみ）
声：成瀬未亜
4月9日生まれ。学園の生徒会長。茶道と花道の宗家に育ち、大和撫子を地でいく女性。突然英駿院に放り込まれた二人を気遣う。
石蕗 晶（つわぶき あきら）
声：伊藤瞳子
8月23日生まれ。学園の生徒会副会長で、希と行動を共にしている。男装の麗人で奔放な性格をしている。
咲良 真央（さくら まお）
声：立花舞
1月1日生まれ。千秋といなほの世話役を務めるメイド。天然な言動だがメイドとしてのスキルは完璧。ゲーム中では当初は「さくら」とのみ名乗っており、一部のルートでのみフルネームとその正体が明らかとなる。
九香 撫子（くが なでしこ）
声：綾小路キミコ
学園の教頭を務める女性。千秋達を厳しくも暖かく見守る。薙刀の名手。
笠松（かさまつ）
声：松涛エルザ
彩月の従者を務める初老の男性。神出鬼没ながらも、仕事は完璧で武術の腕も確かであり、千秋達の心強い味方となる。

## スタッフ
- キャラクターデザイン・原画：ここのか
- シナリオ：伽遠蒔絵、なかひろ、漆原雪人、蓮天、舞浜ののか、早川清子
- ディレクター：水間ホシひと
- 企画・開発：有限会社フェイバリット
- 制作・販売：株式会社クロスネット

## 評価
アダルトゲーム雑誌「メガストア」の2008年2月号に掲載されたクロスレビューの結果は表のとおり。
| レビュアー     | 点数 |
| -------------- | ---- |
| KAZ            | 7点  |
| りんりん       | 7点  |
| ろりぽん       | 7点  |
| 絵路野オタロー | 9点  |

このうち、KAZはダイナミックなキャラクターの動きや、視点移動をうまく用いた画面演出によって、ヒロインの魅力が引き出されていると評価した一方、シナリオの構成が大味で、強引さが目立ったと指摘している。ろりぽんも、共通ルートのボリュームの割に個別ルートが少し短いと指摘しており、テンポの良さを評価しつつも説明不足で消化不良なところがあったと述べている。
りんりんは恋愛の過程がもう少し丁寧に描かれているとさらに良かったと述べる一方、ご都合主義ながらも最後がまとまっているため純愛ものならではの爽快感があったと評価している。
一方、絵路野オタローは、学生同士の対立やヒロインたちの家庭事情まで物語にメリハリがついていて、まさに学園ラブコメの王道だったと評価しいる。また、絵路野は暖かくて柔らかな絵柄と、愛嬌のあるキャラクターの動きを評価している。